# Brösedenkmal

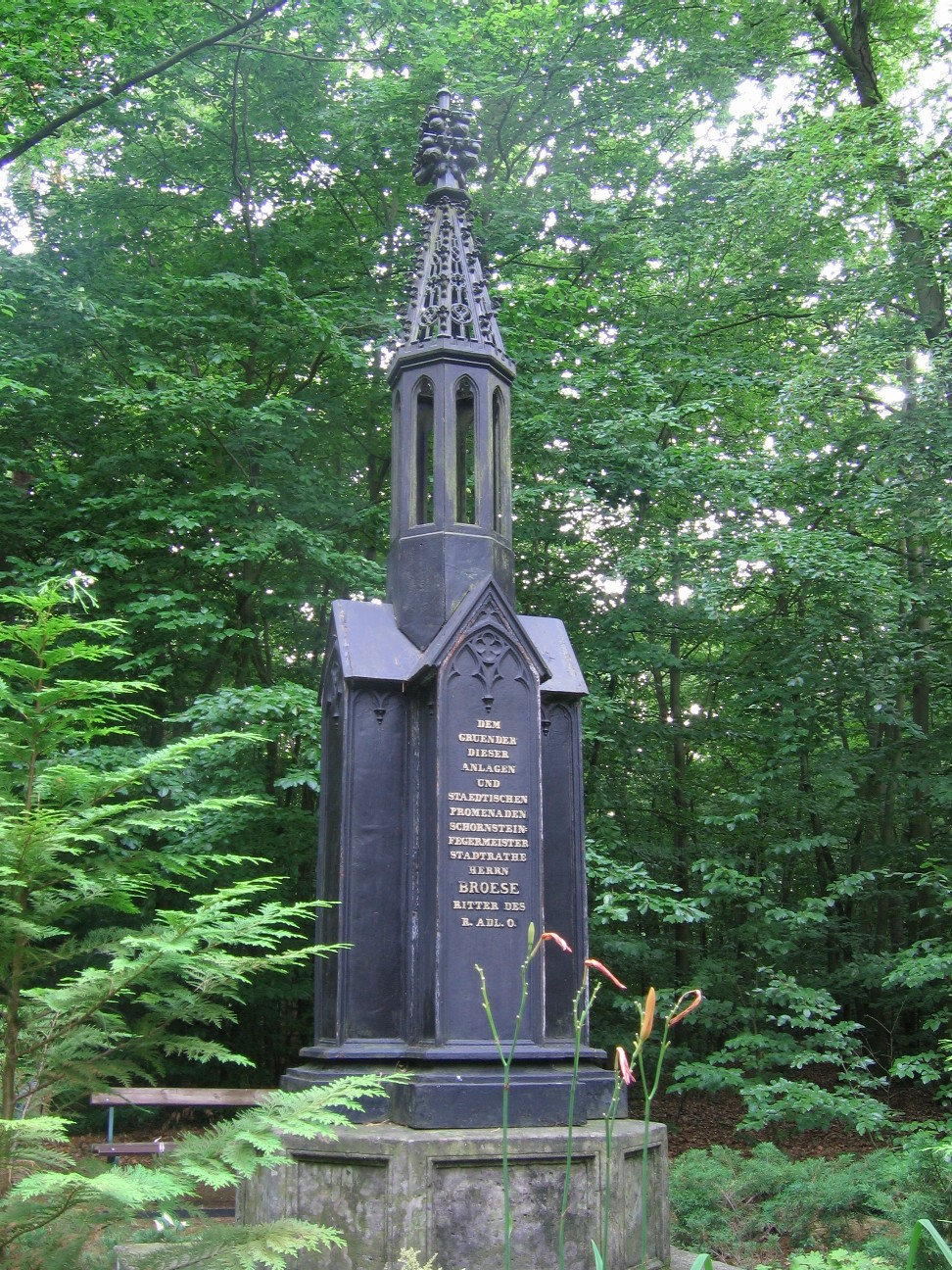
Das Brösedenkmal im Krugpark

Das Brösedenkmal ist ein Denkmal in Brandenburg an der Havel. Es wurde 1851 zu Ehren des Schornsteinfegermeisters und Stadtrates Johann Gottfried Bröse (1786–1849) im Krugpark errichtet und erinnert an dessen Beitrag bei der Anlage des Parkes.

## Lage
Bei seiner Stiftung wurde das Denkmal an dem Weg von der Gaststätte Zum Neuen Krug – einer beliebten Ausflugsgaststätte der Brandenburger Bevölkerung im Vorort Wilhelmsdorf – zum Gründungsstein des Krugparks errichtet. Nach dem Neuguss der Teile wurde es im September 1985 an seinen heutigen Standort im Zentrum des Parks versetzt.

## Geschichte
Beseelt von der Idee gärtnerische Anlagen zu schaffen, ließ der Schornsteinfeger Bröse im Jahr 1824 den Weg zur Ausflugsgaststätte Zum Neuen Krug anlegen und bepflanzen. Ein Jahr später erhielt er die Erlaubnis, die vor dem Lokal gelegene Schonung in eine Parkanlage umzugestalten. Bis 1834 entstand so der Krugpark.
Zwei Jahre nach dem Tod des inzwischen zum Vorsitzenden der örtlichen Verschönerungskommission berufenen Bröse im November 1849 wurde anlässlich seines 65. Geburtstages im September 1851 vom Magistrat der Stadt Brandenburg an der Havel ein Denkmal für ihn errichtet. Die Bürger der Stadt dankten ihm damit seine Initiativen zur Anlage des Parkes und zahlreicher Promenadeanlagen auf den ehemaligen Befestigungsanlagen Brandenburgs und dem Marienberg. 
1985 wurden die Teile des Denkmals neu gegossen und am 26. September 1985 an seinem heutigen Standort im Zentrum des Parkes neu errichtet. 1993 wurde es restauriert. Da der Zustand des Denkmals und seines Sockels stark gelitten hatten, wurde das Denkmal 2018 komplett demontiert, in seine Bauteile zerlegt und von einer ortsansässigen Metallbaufirma aufgearbeitet und wiederhergestellt.

## Beschreibung
Das Denkmal ist ein gusseisernes Türmchen in neugotischen Formen. Gegossen wurde es im Hüttenwerk Ilsenburg im Harz. Es befindet sich auf einem Sandsteinsockel, zu dem zwei Stufen führen. Einer massiv ausgeführten Basis auf gekürzt kreuzförmigem Grundriss ist zentral ein einer Fiale nachempfundener Turm aufgesetzt.
Inschriften erinnern an Johann Gottfried Bröse: 
| Vorderseite DEM GRÜNDER DIESER ANLAGEN UND STAEDTISCHEN PROMENADEN SCHORNSTEIN- FEGERMEISTER STADTRATHE HERRN BROESE RITTER DES R. ADL. O. | Rückseite DIE DANKBAREN BEWOHNER BRANDENBURGS 1851. |

## Kunstgeschichtliche Bedeutung
Bedeutung erlangt das Brösedenkmal als frühes Zeugnis für ein Denkmal, das eine bürgerliche Person ehrt. Mit Wirkung vom 13. August 1980 wurde es unter Denkmalschutz gestellt.